# تسعة وثلاثون (مسلسل كوري جنوبي)
تسعة وثلاثون (بالكورية: 서른, 아홉؛ هانغا: 三十九؛رر: سولون، أهوب)؛ هو مسلسل تلفزيوني كوري جنوبي، من بطولة سون يي جين وجيون مي دو وكيم جي هيون. تدور أحداث المسلسل حول حياة وصداقة ورومانسية وحب ثلاث صديقات على وشك بلوغ الأربعين من العمر. عرض على قناة جي تي بي سي كل يومي الأربعاء والخميس من 16 فبراير إلى 31 مارس 2022. وهو متاح أيضاً على نتفليكس.

## القصة
دراما رومانسية إنسانية واقعية تدور حول الصداقة والحب والحياة لثلاث صديقات على وشك بلوغ سن الأربعين.

## طاقم

### رئيسي
- سون يي جين في دور تشا مي-جو، مدير عيادة جانجنام للأمراض الجلدية.[7]
- جيون مي دو في دور جيونغ تشان يونغ، معلمة تمثيل.[8]
  - هان سيون هو في دور الشابة جيونغ تشان يونغ.[9]
- كيم جي هيون بدور جو هي جانغ، مديرة مستحضرات التجميل في متجر متعدد الأقسام.[10]

### أدوار داعمة
- يون وو جين بدور كيم سيون وو، طبيب أمراض جلدية يبلغ من العمر 39 عامًا.[11]
- لي مو سيانغ في دور كيم جين سيوك، ممثل شركة تشامب انترتينمنت البالغ من العمر 42 عامًا.[12]
- لي تاي هوان في دور بارك هيون جون، رئيس وطاهي يبلغ من العمر 35 عامًا في الحي الصيني..[13]
- سيو جي يونغ بدور أم مي-جو.[14]
- سونغ مين جي بدور كانغ سيون جون، هي من عائلة ثرية ولديها رغبة قوية في الحصول على ما تريد.[15]
- أهن سو هي بدور كيم سو وون، الأخت الصغرى لـ كيم سيون وهي وعازفة البيانو.[16]
- سيو هيون تشيول بدور والد جيونغ تشان يونغ.[17]

## المشاهدات
| الموسم | الموسم | رقم الحلقة | رقم الحلقة | رقم الحلقة | رقم الحلقة | رقم الحلقة | رقم الحلقة | رقم الحلقة | رقم الحلقة | رقم الحلقة | رقم الحلقة | رقم الحلقة | رقم الحلقة | المتوسط     |
| الموسم | الموسم | 1          | 2          | 3          | 4          | 5          | 6          | 7          | 8          | 9          | 10         | 11         | 12         | المتوسط     |
| ------ | ------ | ---------- | ---------- | ---------- | ---------- | ---------- | ---------- | ---------- | ---------- | ---------- | ---------- | ---------- | ---------- | ----------- |
|        | 1      | 1.052      | 1.193      | 1.623      | 1.614      | 1.086      | 1.401      | 1.210      | 1.520      | 1.379      | 1.546      | 1.314      | 1.714      | ستُعلن لاحقًا |

وفقا للمخطط نيلسن، فقد حققت الثالثة من المسلسل نسبة 7.4% بحوالي 1.6 مليون مشاهدة. لتصبح ضمن اعلى الأعمال الدراميه تقييما لهذا العام.
| الحلقات | تاريخ البث     | متوسط حصة الجمهور تقييمات (نيلسن كوريا) | متوسط حصة الجمهور تقييمات (نيلسن كوريا) |  |
| الحلقات | تاريخ البث     | على الصعيد الوطني                       | سيئول                                   |  |
| 1 | 16 فبراير 2022 | 4.406%                                  | 4.453%                                  |  |
| 2 | 17 فبراير 2022 | 5.076%                                  | 5.410%                                  |  |
| 3 | 23 فبراير 2022 | 7.414%                                  | 7.806%                                  |  |
| 4 | 24 فبراير 2022 | 7.540%                                  | 8.700%                                  |  |
| 5 | 2 مارس 2022    | 5.537%                                  | 6.187%                                  |  |
| 6 | 3 مارس 2022    | 6.945%                                  | 7.691%                                  |  |
| 7 | 16 مارس 2022   | 5.708%                                  | 6.331%                                  |  |
| 8 | 17 مارس 2022   | 7.229%                                  | 8.141%                                  |  |
| 9 | 23 مارس 2022   | 6.545%                                  | 6.840%                                  |  |
| 10 | 24 مارس 2022   | 7.130%                                  | 7.343%                                  |  |
| 11 | 30 مارس 2022   | 6.417%                                  | 7.051%                                  |  |
| 12 | 31 مارس 2022   | 8.122%                                  | 8.941%                                  |  |
| المعدل | المعدل         | —                                       | —                                       |  |
| - تُبث هذه الدراما على قناة الكابل / التلفزيون المدفوع الذي عادةً ما يكون جمهورها أصغر نسبيًا مقارنةً بالمحطات التلفزيونية / العامة (KBS ، SBS ، MBC ، EBS). |                |                                         |                                         |  |

## الإنتاج

### صناعة
المسلسل من أخراج كيم سانغ هو من أعماله مسلسل «لا تتوقف» ومن كتابة يو هيونغ أه التي كتبت أفلام مثل «كيم جيونغ: مواليد 1982» و"السيد جو، الشخصية المُهمة المفقودة" وإنتاجه بواسطة شركة لوت كالتشروركس بعقد إنتاج وتوريد مع جي تي بي سي استوديوز.

### طاقم
تظهر سون يي جين في دراما جي تي بي سي بعد ثلاث سنوات، ظهرت آخر مرة على قناة JTBC في عام 2018، في مسلسل «شيئًا ما في المطر».

### التصوير
بدأ التصوير في أغسطس 2021 بعد الانتهاء من اختيار طاقم كاملا.

## روابط خارجية
- تسعة وثلاثون على موقع IMDb (الإنجليزية)
- تسعة وثلاثون على موقع روتن توميتوز (الإنجليزية)
- تسعة وثلاثون على موقع نتفليكس (الإنجليزية)
- تسعة وثلاثون على موقع فيلمافينيتي (الإسبانية)
- تسعة وثلاثون على موقع كينوبويسك (الروسية)
- تسعة وثلاثون على موقع قاعدة بيانات الفيلم (الإنجليزية)
- تسعة وثلاثون على هانسينما